# Physica Status Solidi B: Basic Solid State Physics
Physica Status Solidi B is een internationaal, aan collegiale toetsing onderworpen wetenschappelijk tijdschrift op het gebied van de fysica van de gecondenseerde materie.
De naam wordt in literatuurverwijzingen meestal afgekort tot Phys. Status Solidi B.
Het wordt uitgegeven door Wiley-VCH.